# 224. pehotni polk (Italija)
224. pehotni polk Etna je bil pehotni polk Kraljeve italijanske kopenske vojske.

## Zgodovina
Med prvo svetovno vojno je bil polk nastanjen na soški fronti.